# Court (film)
Pour les articles homonymes, voir Court.
Pour plus de détails, voir Fiche technique et Distribution.
Court (en marathi : चित्रपट) est un film dramatique indien, écrit et réalisé par Chaitanya Tamhane, sorti en 2014 et qui marque les débuts de Tamhane en tant que réalisateur.
Mettant en scène des acteurs débutants, ce film de prétoire examine le système juridique indien par le biais du procès d'un chanteur folk vieillissant, dans une basse juridiction à Mumbai.
Le film a été présenté en première mondiale le 4 septembre 2014 au 71e Festival international du film de Venise et y a remporté le prix du meilleur film dans la catégorie « Horizons » ainsi que le Prix Luigi De Laurentiis de la meilleure première œuvre (le « Lion du Futur ») pour le réalisateur.
Le film est sélectionné comme entrée indienne pour l'Oscar du meilleur film en langue étrangère à la 88e cérémonie des Oscars qui s'est déroulée en 2016.

## Synopsis
Le corps d'un ouvrier du traitement des eaux de la ville est retrouvé dans une bouche d'égout à Bombay. Narayan Kamble, chanteur folk et contestataire, est alors arrêté en plein concert, accusé d'avoir incité l'homme au suicide par l'une de ses chansons politiques et incendiaires. Un procès se met en place et s'enlise, de plus en plus labyrinthique et absurde. La cour de justice devient la caisse de résonance des tiraillements et des archaïsmes de l'Inde contemporaine « où les personnages agissent constamment selon les codes des castes et des classes sociales  ».

## Distribution
- Usha Bane : Sharmila Pawar
- Vivek Gomber : Vinay Vora
- Pradeep Joshi : juge
- Geetanjali Kulkarni : procureur général
- Shirish Pawar : Subodh
- Vira Sathidar : Narayan Kamble